# Kék pinty
A kék pinty vagy kanári-szigeteki pinty (Fringilla teydea) a madarak osztályának verébalakúak (Passeriformes) rendjébe és a pintyfélék (Fringillidae) családjába tartozó faj.
Ez az állat jelképe a Tenerife szigetén létesített nemzeti parknak.

## Rendszerezése
A fajt Philip Barker Webb, Sabin Berthelot és Alfred Moquin-Tandon írták le 1841-ben.

## Alfajai
- tenerifei kékpinty (Fringilla teydea teydea) – Tenerife szigetén él.
- Gran Canaria-i kékpinty (Fringilla teydea polatzeki vagy Fringilla polatzeki) – Gran Canaria szigetén él, a kipusztulás határán van.

## Előfordulása
Endemikus faj, csak a Kanári-szigetek két tagján, Tenerifén és Gran Canarián él. Természetes élőhelyei a mérsékelt övi erdők, elsősorban kanári fenyő (Pinus canariensis) erdők. Állandó, nem vonuló faj.

## Megjelenése
Testhossza 16–17 centiméter, a hím átlagos testtömege 32,2 gramm, a tojóé 28,8 gramm.
|  |  |

## Életmódja
Főleg a kanári-fenyő magjaival táplálkozik.

## Szaporodása
|  |

## Természetvédelmi helyzete
Az elterjedési területe rendkívül kicsi, egyedszáma 5000 példány alatti, viszont növekvő, de még nem megnyugtató. A Természetvédelmi Világszövetség Vörös listáján mérsékelten fenyegetett fajként szerepel.